# メアリー・マーガレット・キャメロン
メアリー・マーガレット・キャメロン（Mary Margaret Cameron、1865年3月9日 - 1921年2月15日）は、スコットランド、エディンバラ生まれの画家である。スペインの人々の生活を描いた作品などで知られている。

## 略歴
エディンバラで出版社や文具商を営むダンカン・キャメロン（Duncan Cameron:1825-1901）の6人兄弟の3番目に生まれた 。父親は「Waverley」という筆記具（pen-nib）の発明者で、後に兄弟が経営していたスコットランドオーバンの新聞「The Oban Times」を買収した人物である。
16歳でエディンバラの美術学校「Trustees Drawing Academy of Edinburgh」(後のEdinburgh College of Art)に入学し、17歳で賞を受賞した。エディンバラ獣医学校で動物解剖学も学び、自らの所有する馬を描き、特に馬の絵を描くことに習熟した。
1888年に創立されたエディンバラ婦人美術クラブ（Edinburgh Ladies Art Club）創立メンバーとなり、1891年にパトリック・ゲデスやウィリアム・マードック（William Gordon Burn Murdoch）らと創立したスコットランド芸術家協会（Society of Scottish Artists）の最初の展覧会に出展した。
1900年に17世紀のスペインの画家ディエゴ・ベラスケスの作品を研究するためにスペインのマドリードに旅し、スペインの風物に魅せられた。しばらくの間マドリードとセビリアに滞在し闘牛や戦場、競馬などの暴力的で男性的な多くのスペインの題材を描いた。それらの作品はスコットランドで論争を巻き起こすことになった。
1886年から1919年の間に王立スコットランド協会の展覧会に56点の作品を出展した。1901年に王立スコットランド協会（Royal Scottish Academy）が女性会員の入会を認めるようになった後、フィービー・アンナ・トラクウェアー（Phoebe Anna Traquair: 1852-1936)らと会員候補になるが選ばれず、女性が会員に選ばれるのは1938年になってからであった。
1904年にパリのサロンに出展した作品は選外佳作を受賞し、キャメロンの作品「Mrs. Blair with her Dogs」などが、1905年にイギリスで出版されたウォルター・ショー・スパローの著書「women Painters of the World」に収録された。
1905年6月にロンドンで、エディンバラ出身の馬の販売などをするアレクシス・ミラーとセント・マーティン・イン・ザ・フィールズ教会で結婚した。1921年にエディンバラの西の集落ターンハウス（Turnhouse）で亡くなった。

## 作品

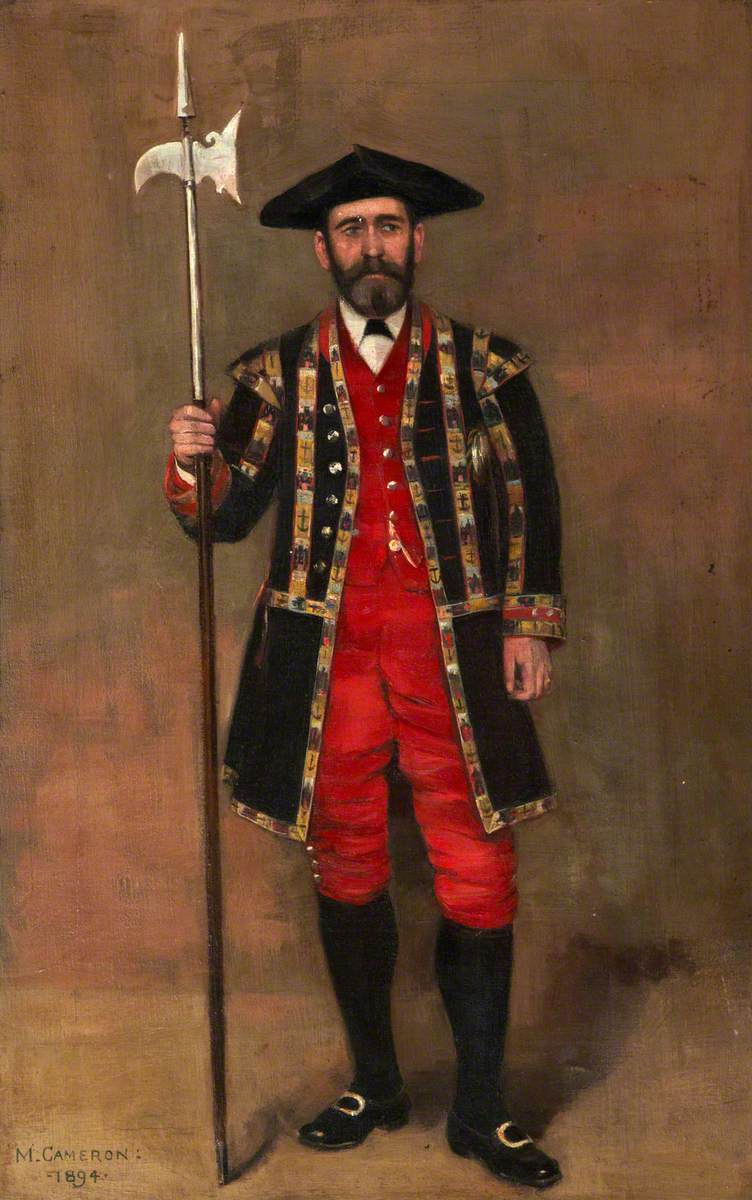
エディンバラの斧槍兵 (1899) City Art Centre(Edinburgh)
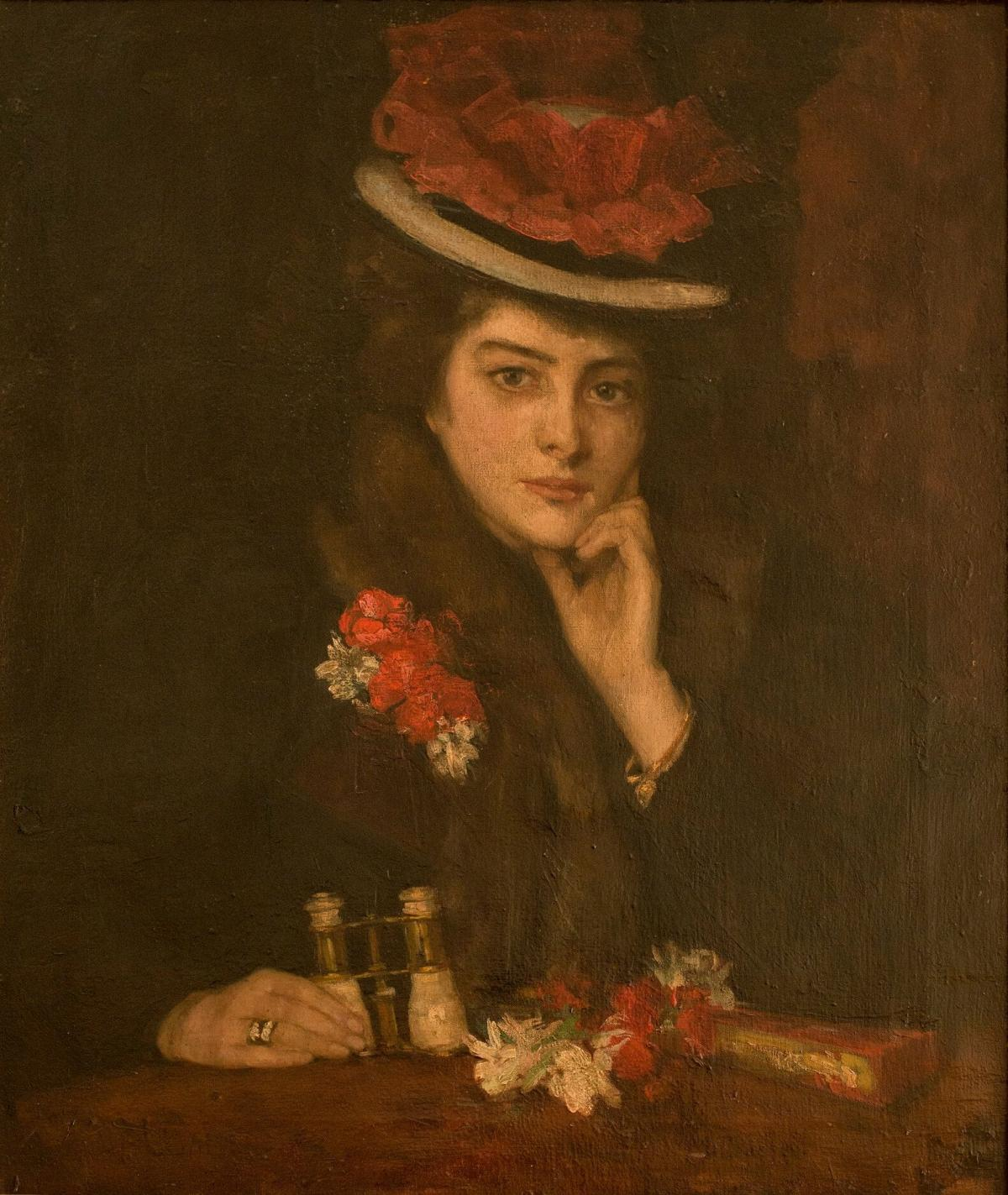
女性の肖像画
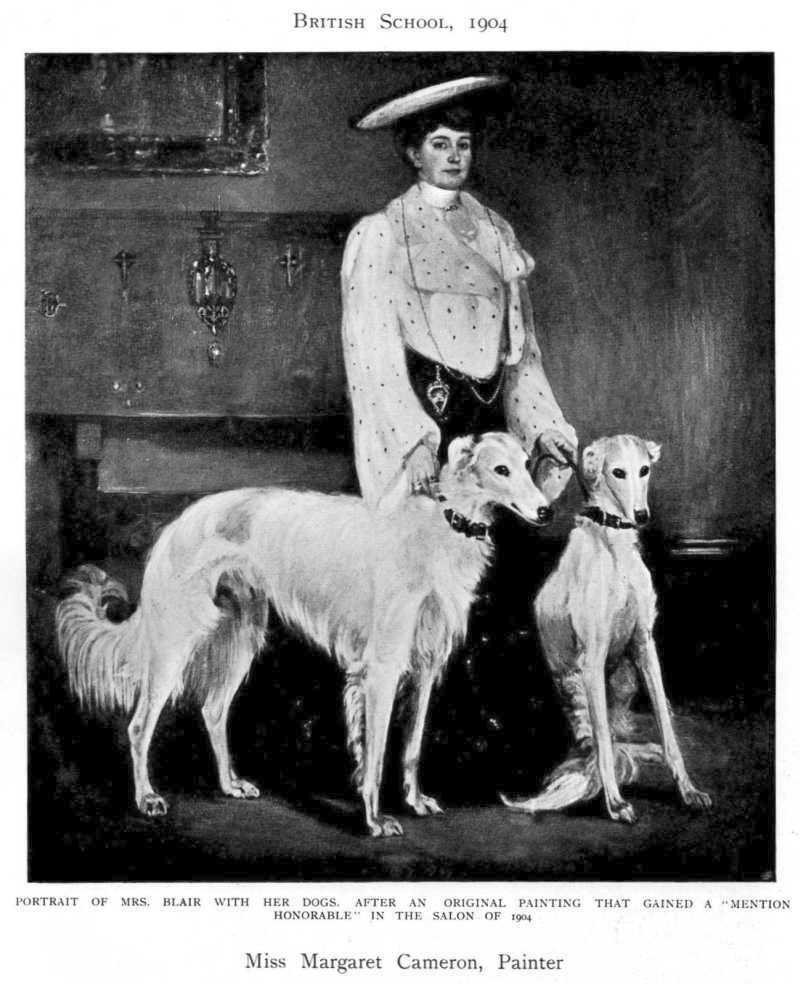
「Mrs. Blair with her Dogs」、「Women Painters of the World」に収録
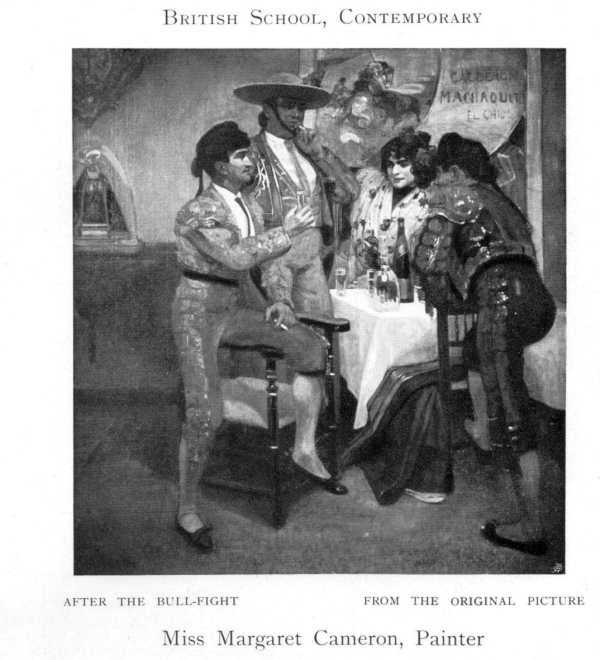
「闘牛の出場を終えて」、「Women Painters of the World」に収録